# Mercedes 79/200 PS
La Mercedes 79/200 PS est une voiture de sport produite par Daimler-Motoren-Gesellschaft en 1915 sous la marque Mercedes.
Trois voitures d’essai de ce type ont été produites. Le puissant moteur Daimler M 317, qui servait à l’origine à un Zeppelin dans l’aviation, a été installé comme moteur. Le moteur six cylindres avec un alésage de 160 mm et une course de 170 mm produisait 200 ch. La puissance du moteur de 20508 cm³ a été atteinte à un bas régime de 1250 tr/min. Le contrôle des soupapes était assuré par un arbre à cames en tête. Le carburant était fourni par un double carburateur à palettes rotatives. Les carburateurs étaient préchauffés par un chauffe-eau relié aux chemises d’eau soudées des cylindres. Un régulateur affectait la soupape rotative du carburateur en cas de survitesse. Le circuit d’eau était entraîné par une pompe centrifuge. Un double système d’allumage de BOSCH a été utilisé pour le système d’allumage. Ce moteur a également été fourni aux concepteurs de dirigeables Major von Parseval, Professor Johann Schütte, Lebaudy-Paris, Siemens-Schuckert Werke et au département d’art des dirigeables militaires. Toutes les voitures de course de 79/200 ch ont été vendues à l’Italie après leur achèvement. En plus de cette voiture de course, un véhicule similaire avec un moteur plus petit de l’aviation a été produit avec la désignation de type 46/100 ch. Quelques années plus tard, le modèle 92/160 ch d’une cylindrée de 24 litres.

## Production 79/200 PS
| Année     | 1915 | total |
| --------- | ---- | ----- |
| 79/200 PS | 3    | 3     |